# 芬岛 (挪威)
芬岛（挪威語：Finnøy），是挪威罗加兰郡已撤销的市镇，2020年1月1日合并至斯塔万格市镇。原市镇位于斯塔万格以北24公里的一群岛屿上，在博加德峡湾（Boknafjorden）中。其面积为104平方公里，人口2809人（2004年）。